# اسدالله اصفهانی
اسدالله اصفهانی یا اسدالله اصفهان، (قرن ۱۷) (شمشیرساز، و صنعتگر ایرانی شناخته شده (به انگلیسی: saber) بود که شمشیری را به شاه عباس اول ایران تقدیم کرد که بعدها توسط نادرشاه پادشاه ایران گرفته شد. او در سراسر جهان در هنر و مهارت شهرت داشت.
آثار اصفهانی در مجموعه‌های موزه‌های معروفی از جمله موزه متروپولیتن هنر و موزه ویکتوریا و آلبرت موجود است. پسرش اسماعیل بن اسدالله اصفهانی نیز شمشیرساز معروفی بود.